# كلارنس هويل
كلارنس هويل (بالإنجليزية: Clarence Howell)‏ هو لاعب شطرنج أمريكي، ولد في 2 أبريل 1881 في نيويورك في الولايات المتحدة، وتوفي في 27 أكتوبر 1936.

## وصلات خارجية
- كلارنس هويل على موقع مباريات الشطرنج (الإنجليزية)